# Elusa fuscistigma
Elusa fuscistigma là một loài bướm đêm trong họ Noctuidae.